# Stromořadí na Šibenici
Stromořadí na Šibenici  je chráněná alej u města Kdyně v okrese Domažlice. Jednostranná alej, která možná kdysi vedla k šibenici, roste okolo cesty mezi poli na kopec jižně od města v nadmořské výšce 517 m. Je tvořena 11 lípami velkolistými (Tilia platyphyllos) a jedním jasanem ztepilým (Fraxinus excelsior) starých přibližně 150 let. Jedna z lip se v roce 2000 zlomila a je dnes zachována jako torzo. Obvody kmenů měří od 210 do 340 cm a koruny dosahují do výšky 17–22 m (měření 1994). Alej je chráněna od roku 1986 jako krajinná dominanta a součást památky.

## Stromy v okolí
- Dub v třešnové rovci
- U Čtyřech lip